# Brian Jacks Superstar Challenge
Brian Jacks Superstar Challenge è un videogioco sportivo multievento pubblicato nel 1985 per gli home computer Amstrad CPC, BBC Micro, Commodore 64, Electron, MSX e ZX Spectrum dalla Martech.
Prende il nome dal judoka britannico Brian Jacks, che era noto nel Regno Unito anche per le sue partecipazioni nel 1979-1981 al programma televisivo Superstars, dove sportivi famosi assortiti si affrontavano in varie discipline diverse dalla propria disciplina professionale. Nel gioco infatti sono presenti otto discipline di vario genere, ma non il judo né altre arti marziali. Tuttavia non è un gioco ufficiale della trasmissione TV, usa in licenza solo il nome di Jacks.

## Modalità di gioco
Brian Jacks Superstar Challenge contiene otto discipline maschili di sport o di allenamento, e richiede che vengano giocate tutte nell'ordine prestabilito, senza possibilità di selezionarle. 
Per ogni disciplina si ottiene un punteggio che viene sommato a un totale. L'obiettivo è battere quello di un avversario, che rappresenta idealmente Brian Jacks; in alcune discipline si vede l'avversario gareggiare simultaneamente, in altre viene soltanto dato il suo punteggio finale.
Solo nella versione Commodore 64 è disponibile anche il multigiocatore, nel qual caso l'avversario è controllato da un'altra persona, in simultanea o alternato a seconda della disciplina.
Metà delle discipline sono percorsi di velocità e sono basate principalmente sullo smanettamento, come in altri giochi sportivi dell'epoca, ossia sull'oscillazione veloce dei comandi per guadagnare velocità. Soltanto nella versione Commodore 64 è presente una caratteristica battezzata Powersync: per una migliore prestazione non basta agitare il più velocemente possibile il joystick fin da subito, ma bisogna anche che la velocità di smanettamento cresca gradualmente, in proporzione alla velocità del personaggio.
Di seguito si descrivono le discipline, che sono sempre le stesse in tutte le versioni, ma alcune sono realizzate in modo molto diverso a seconda del computer. L'ordine in cui si affrontano dipende dalla versione (il seguente ad es. è sul Commodore 64).
- Canoa: i due avversari percorrono due corsie rettilinee a scorrimento orizzontale. Si usa lo smanettamento per prendere velocità e tagliare il traguardo nel minor tempo possibile. La canoa può deviare leggermente di lato ed eventualmente urtare i bordi; la traiettoria si può correggere soffermando di più i comandi da una parte o dall'altra durante lo smanettamento.
- Tiro con l'arco (con balestra): con visuale dall'alto, un balestriere deve colpire un bersaglio mobile che scorre lateralmente (sullo schermo va dall'alto in basso), regolando l'elevazione, tenendo conto del vento, e tirando al momento giusto. Soltanto nella versione Commodore 64 la visuale è in prima persona al chiuso e si tira utilizzando un mirino, contro un bersaglio mobile che è una sagoma di cinghiale[8][9].
- 100 metri piani: i due avversari percorrono due corsie rettilinee a scorrimento orizzontale. Si usa lo smanettamento per prendere velocità e tagliare il traguardo nel minor tempo possibile.
- Flessioni al suolo (squat thrusts): con visuale fissa su una palestra, l'atleta ha 60 secondi di tempo per ripetere l'esercizio più volte possibile. Le gambe vanno piegate e distese con spostamenti avanti e indietro. Non si tratta di puro smanettamento, ma di azione precisa e ritmata.
- Nuoto: i due avversari percorrono due corsie rettilinee a scorrimento orizzontale. Si usa lo smanettamento per prendere velocità e tagliare il traguardo nel minor tempo possibile. Bisogna dare periodicamente anche il comando per il respiro, con il giusto tempismo.
- Piegamenti alle parallele (arm dips): con visuale fissa su una palestra, l'atleta ha 60 secondi di tempo per ripetere l'esercizio più volte possibile. Si spinge su e giù con le braccia, con un sistema di controllo basato su comandi di partenza e arresto.
- Allenamento di calcio: un calciatore solo affronta due fasi, prima un esercizio di dribbling intorno ad alcuni coni, poi il tiro in porta con vero portiere. In molte versioni la visuale è in prospettiva, alle spalle del calciatore, in un'inquadratura continua per entrambe le fasi. Su Commodore 64 invece il dribbling è a scorrimento orizzontale, infine la porta è vista di fronte; nel multigiocatore l'altro giocatore controlla il portiere. Su BBC Micro ed Electron il dribbling ha visuale fissa dall'alto, infine la porta è vista di fronte.
- Ciclismo: i due avversari percorrono due corsie rettilinee a scorrimento orizzontale. Si usa lo smanettamento per prendere velocità e tagliare il traguardo nel minor tempo possibile. Va regolato a mano anche il cambio marcia della bicicletta.

Nella versione Commodore 64 è presente anche una premiazione finale sul podio.
In buona parte delle altre versioni su cassetta le discipline sono distribuite sui due lati e caricate in due parti.

## Accoglienza
All'epoca la stampa di settore europea paragonò spesso il gioco, come genere, al precedente Decathlon. A volte veniva ritenuto poco originale, ed era spesso presentato come un gioco in gran parte basato sul faticoso "smanettamento" veloce dei controlli.
Le valutazioni della critica a suo tempo sono state prevalentemente medie. Le riviste Amstrad Action 2 e Home Computing Weekly 133, entrambe versione Amstrad CPC, ritennero il tiro con l'arco la disciplina migliore. Alcuni giudizi generali più favorevoli vennero da Zzap!64 2 (voto qualità/prezzo 78%) e Tilt 25 (interesse 5/6). Computer and Video Games 44 fu un caso insolito di recensione estremamente entusiasta, con un giudizio di 10/10 alla giocabilità e 9 agli altri parametri. Alcune riviste insoddisfatte furono invece Zzap! 18 (45%), Sinclair User 39 (2/5), Your 64 11 (2/5).